# Pellaea gastonyi
Pellaea gastonyi är en kantbräkenväxtart som beskrevs av Michael D. Windham. Pellaea gastonyi ingår i släktet Pellaea och familjen Pteridaceae. Inga underarter finns listade.